# Liste der Bodendenkmäler in Baudenbach
Auf dieser Seite sind die Bodendenkmäler in dem mittelfränkischen Markt Baudenbach zusammengestellt. Diese Tabelle ist eine Teilliste der Liste der Bodendenkmäler in Bayern. Grundlage ist die Bayerische Denkmalliste, die auf Basis des Bayerischen Denkmalschutzgesetzes vom 1. Oktober 1973 erstmals erstellt wurde und seither durch das Bayerische Landesamt für Denkmalpflege geführt wird. Die folgenden Angaben ersetzen nicht die rechtsverbindliche Auskunft der Denkmalschutzbehörde.

## Bodendenkmäler der Gemeinde

### Gemarkung Baudenbach
| Lage                             | Objekt | Akten-Nr.     | Bild           |
| -------------------------------- | --- | ------------- | -------------- |
| Baudenbach (Standort)            | Mittelalterliche und frühneuzeitliche Befunde im ehemaligen befestigten Ortsbereich von Baudenbach.                                                        | D-5-6329-0104 |                |
| Baudenbach (Standort)            | Mittelalterliche und frühneuzeitliche Ortsbefestigung von Baudenbach.                                                                                      | D-5-6329-0105 |                |
| Baudenbach Kirchenweg (Standort) | Mittelalterliche und frühneuzeitliche Befunde im Bereich der evangelisch-lutherischen Pfarrkirche St. Lambert und des befestigten Kirchhofs in Baudenbach. | D-5-6329-0106 | weitere Bilder |

### Gemarkung Hambühl
| Lage               | Objekt | Akten-Nr.     | Bild           |
| ------------------ | --- | ------------- | -------------- |
| Hambühl (Standort) | Mittelalterliche und frühneuzeitliche Befunde im Bereich der Evangelisch-Lutherischen Filialkirche St. Matthäus und des befestigten Friedhofs in Hambühl. | D-5-6329-0110 | weitere Bilder |

### Bodendenkmäler ohne Lokation
| Lage       | Objekt | Akten-Nr.     | Bild |
| ---------- | ------ | ------------- | ---- |
| (Standort) |        | D-5-6329-0165 |      |